# Kady Adoum-Douass
Pour les articles homonymes, voir Adoum.
Kady Adoum-Douass est une journaliste française née le 21 août 1980 à Amiens.

## Biographie

### Enfance et formation
Kady Adoum-Douass est la fille d’un père tchadien et d’une mère martiniquaise. Elle grandit à Corbie en Picardie et rejoint Paris à l'âge de 17 ans. Après un bac L, elle s'inscrit au conservatoire de Paris X et en école de journalisme à l'Institut supérieur de la communication, de la presse et de l'audiovisuel (ISCPA).

### Parcours
Après ses études, elle décroche ses premières piges à France Culture en 2000, dans l’émission « Profession Spectateur » de Lucien Attoun. C’est pour elle un compromis idéal, puisqu’elle est tiraillée entre le journalisme et le théâtre. Elle travaille ensuite dans différentes sociétés de production, mais elle souhaite revenir à la radio. Ne parvenant pas à réaliser son ambition à Paris, elle retourne  en Picardie où elle trouve un poste dans une radio locale, Radio Galaxie. En 2007, elle revient à Paris, où elle est repérée par Chérie FM avant d’être engagée sur Europe 1, en 2008, par Benoît Duquesne puis Alexandre Bompard.
Entre 2011 et 2012, elle est à l’antenne de la chaîne I-Télé dans La Matinale Week-end avec Valérie Amarou et Patrice Boisfer. En parallèle, elle travaille sur France 24 pour les éditions de la nuit.
En mai 2012, recrutée par Charles Biétry, elle participe au lancement de la chaîne BeIN Sport, où elle ne restera que quelques semaines, Canal+ lui proposant de présenter les journaux de La Matinale aux côtés d’Ariane Massenet en remplacement d'Élé Asu et de Maïtena Biraben.
L’émission s’étant arrêtée en 2013, elle travaille à la rédaction de Canal+, où elle présente des journaux télévisés, notamment le  midi et le soir, pendant les étés 2013 et 2014. Elle quitte Canal+ en décembre 2014 et rejoint Arte, dont elle présente le journal à partir du 19 janvier 2015, en alternance avec Marie Labory.
En parallèle à Arte en 2019, Kady Adoum-Douass présente le magazine de l'emploi sur Public Sénat.
On la retrouve fin 2021 sur LCI.

### Engagement associatif
En octobre 2014, Kady Adoum-Douass présente le concert « La musique plus forte que la haine » aux côtés de Barbara Hendricks, à l'initiative de la Fondation Daniel Pearl, Palmyre & Co et le Mouvement pour la paix et contre le terrorisme.
En février 2015, elle fonde sa propre association « Sphères » et en prend la présidence. Avec « Sphères » Kady soutient les travaux de Christophe Grosset, chercheur à l'Inserm de Bordeaux, dans la lutte contre les cancers pédiatriques.
Dans ce cadre, elle organise avec son association des événements pour apporter des fonds à la recherche. Le 24 et 25 mars 2017, elle a ainsi organisé une tentative de battre le record du monde du plus long match de foot indoor. Le 13 juin 2018, l'association Sphères a renouvelé l'expérience pour battre le record du monde du plus grand nombre de joueurs à un match de bubble foot, et cette fois-ci le record a été homologué.
En décembre 2021, elle présente, au Palais de Tokyo la soirée de levée de fonds au profit de l'ONG ALIMA. Plus d'un million d'euros sera récolté.